# Vatra
Vatra (iz ilirskog ili iz tračkog, prvotnog značenja „ognjište”, kao rum. vatră ili alb. vatër/votër; oganj), prirodna je pojava koja prati određene kemijske procese, osebujno-burnu oksidaciju organskih tvari, pri kojoj nastaje toplina i svjetlost (izgaranje). Vatra je vidljiva kemijska reakcija i to je ujedno brz, samoodrživ oblik oksidacije tijekom kojeg gorivo emitira gorući užareni plin u obliku pomičnog svjetlećeg plamena. Vatra može biti i obojana raznim pirotehničkim kompozicijama.

## Povijest
Vatra je bila jedan od ključnih elemenata u evoluciji modernoga čovjeka. Jedna je od adaptivnih prednosti (poput izradbe i uporabe oruđa te govora) koje su ljudima omogućile preživljavanje u različitim životnim uvjetima. Pružala je toplinu, zaštitu od divljih životinja, omogućila promjenu prehrambenih navika (kuhanje hrane), uspješniji lov i dr.
Prema arheološkim nalazima, pretpostavlja se da je vatra ljudima (Homo erectus) bila poznata prije približno 300 000 godina. U početku su se ljudi služili vatrom koja je nastala prirodno (udarom groma, iz vulkana, spontanim trenjem ili šumskim požarom), a poslije su ju pravili i sami, vjerojatno trljanjem suharka o suharak ili izbijanjem iskre s pomoću kremena i kresiva.
U staroj Kini, Heladi i Peruu upotrebljavala su se zrcala s pomoću kojih se, refleksijom i koncentriranjem Sunčevih zraka, palila vatra. O iznimnoj važnosti vatre u kulturnom razvoju čovjeka svjedoče mnogobrojne legende i mitovi o pronalasku vatre što dolaze u gotovo svim kulturama svijeta. Prema legendama različitih australskih plemena, do vatre se dolazi odlaskom u podzemlje, ili ona nastaje u borbi sa zmijama (štap kojim se ubijaju zmije puca i iz njega izbija vatra). Na sličan način nastaje vatra i u perzijskom mitu (prema spjevu Šahnami):junak gađa zmiju, ali ju promaši, kamenom udara o stijenu i nastaje prva vatra. Isto tako (udarcem od kamen) i u nordijskoj mitologiji; u helenskoj, Prometej buktinjom prenosi vatru sa Sunčevih kola na zemlju. Vrlo je čest motiv otmica ili krađa vatre od bogova (kako kod starih Grka tako i kod naroda Afrike, Azije, Južne Amerike i Australije).
Svaka vrsta vatre, unutar mitološkoga i religioznog sustava neke zajednice, ima svojega boga i ognjište, oltar (Hestija, Apolon, Helije, Loki, Lug i dr.). U svijetu magije vatra je pročišćavajući (purifikacijski) element, što se zadržalo i u kršćanskom mitu. Održavanje i prenošenje vatre sačuvalo se, uza sve specifične modifikacije, od prastaroga kulta ognjišta do modernih Olimpijskih igara. Obožavanje vatre zastupa možda najbolje kult Sunca. Među istaknutim su obožavateljima vatre bili stari Meksikanci, Asirci i Feničani. Glavni bog starih Arijaca bio je bog ognja Agni (usp. lat. ignis).
Štovanje vatre održalo se u hinduizmu i zoroastrizmu sve do danas. Simbol vatre zauzima jedno od najistaknutijih mjesta u ljudskoj simbolici, povezan s najvažnijim trenutcima egzistencije (rođenjem, ljubavlju i smrću). Ponovno rađanje iz pepela, žarka ljubav i plamen ljubavi, v. propasti i slične figure govore o privlačnosti i užasu koje taj fenomen sadrži. Koliko je god teško bilo doći do vatre, još ju je teže bilo održavati. Stoga je održavanje vatre bila jedna od najvažnijih dužnosti staroga svijeta, tradicijskih društava i religioznih ustanova. Vječite vatre koje gore u hramovima danonoćno održavali su Egipćani, Grci, Rimljani, Perzijanci i Peruanci, katolici i pravoslavci. Ako bi se ugasila vatra koju su čuvale svećenice (vestalke) u rimskom hramu Veste, morala je prestati svaka javna djelatnost. U Heladi je pritanej (mjesto gdje se izvorno čuvala vječna vatra) bio središte društvenog života. Prisega ognjištem smatrala se najjačom, a i molitva povezana s njom. Ognjište je sjedište lara i penata, ugašena vatra na njem smatrala se uvijek jednim od najgorih znakova. Prema vjerovanju antičkog svijeta i mnogih tradicijskih kultura, i duša je sastavljena od vatre. Aristotel smatra da je Zeus ime za nebesku vatru.
Vatra je bit same prirode i svega što postoji (Heraklit). Brahma, Oziris, meks. Quetzalcoatl, skand. Tor, galski Taranis i slavenski Perun, veliki su bogovi vatre.

Stari su narodi vjerovali da će svijet skončati u velikom požaru, što proriču i Biblija te skandinavske sage.